# 中島剛
中島 剛（なかじま ごう、本名同じ）は、ピアニスト。
東邦音楽大学を首席で卒業。1996年からはハンガリーのリスト音楽院で学んだ。1999年に初リサイタルを行った後、2002年6月から全曲リストのプログラムによるヨーロッパ各地及び日本における演奏ツアーを行った。その間7月にウィーンを訪問した天皇と皇后を歓迎するレセプションに参加、紹介されている。
2002年4月にジョン・健・ヌッツォと初共演して以来度々共演している。2006年6月には坂本龍一がプロデュースする「ロハス・クラシックコンサート 2006」に参加した。

## 教職
東邦音楽大学ピアノ講師(2020年3月まで)→東邦音楽大学専任講師→(2020年4月〜2025年3月)→東邦音楽大学准教授(2025年4月以降)